# Zeth Wheeler
Zeth Wheeler lub Seth Wheeler (ur. 18 maja 1838 w Chatham w stanie Nowy Jork, zm. ?) – amerykański przedsiębiorca i wynalazca. W 1871 stworzył perforowany papier do pakowania, na który otrzymał 25 lipca 1871 roku patent (nr 117355). Od 1874 roku posiadał własne przedsiębiorstwo Rolled Wrapping Paper Company, ale wobec braku zysków z przedsięwzięcia w 1877 roku zmodyfikował produkcję i rozpoczął jako pierwszy sprzedaż perforowanego papieru toaletowego w rolkach. 13 lutego 1883 roku na ten drugi wynalazek również otrzymał patent. W kolejnych latach opatentował m.in. papier w rolce o ośmiokątnych listkach, urządzenie do rozdzielania listków papieru, wieszak na rolkę i automatyczny podajnik papieru z zasobnikiem oraz papier w tłoczone wzory.